# Richard Kreutz
Richard Kreutz (* 1997 in Düsseldorf) ist ein deutscher Schauspieler.

## Leben
Richard Kreutz besuchte zur Vorbereitung auf den Schauspielerberuf verschiedene Workshops in den Bereichen Sprecherziehung, Camera Acting, Improvisationstheater, Hörspiel und Synchron.
Erste Theatererfahrungen machte er am Forum Freies Theater in Düsseldorf und bei der 2016 neugegründeten Bürgerbühne am Düsseldorfer Schauspielhaus, wo er mit Joanna-Maria Praml und Bernadette Sonnenbichler arbeitete. Seit 2018 studiert er Schauspiel am Max Reinhardt Seminar in Wien.
In der Filmkomödie Get Lucky – Sex verändert alles, die im September 2019 in die deutschen Kinos kam und von sechs Jugendlichen handelt, die einen turbulenten Sommerurlaub an der Ostsee verbringen, verkörperte er den „hübschen“ Surflehrer Noah, in den sich David, einer der Jugendlichen, der sich während der Ferien als homosexuell outet, auf den ersten Blick verliebt.
In der 9. Staffel der ARD-Serie Familie Dr. Kleist (2019) gehörte Kreutz zur Stammbesetzung. Er spielte Lennard „Lenny“ Krause, den neuen Freund von Lotte Ewald, der Tochter der weiblichen Hauptfigur Tanja Ewald (Christina Athenstädt).
Ab Juni 2019 stand Kreutz für die 2020 erstausgestrahlte Amazon-Prime-Serie Bibi & Tina – Die Serie (Buch: Detlev Buck) in der Hauptrolle des Holger Martin vor der Kamera. Die Rolle des Holger Martin spielte er auch im Kinofilm Bibi & Tina – Einfach anders (2022).
In der 8. Staffel der TV-Serie In aller Freundschaft – Die jungen Ärzte (2022) übernahm er eine komische Episodenhauptrolle als alkoholisierter Student Toni Reitzenstein, der mit einem „Selbstversuch“ die trinkfreudige Verwandtschaft seiner Freundin für sich einnehmen will.
In der 24-teiligen ZDF-Serie Hotel Mondial (2023) spielte Kreutz eine durchgehende Hauptrolle als Hotelpage Florian Schönauer.
Kreutz lebt in Berlin.

## Filmografie (Auswahl)
- 2016: Das Tagebuch der Anne Frank (Kinofilm)
- 2017: Der Lehrer: Du vermisst sie wirklich, oder? (Fernsehserie, eine Folge)
- 2019: Get Lucky – Sex verändert alles (Kinofilm)
- 2019: Familie Dr. Kleist (Fernsehserie)
- 2020: Bibi & Tina – Die Serie (Fernsehserie, Amazon Prime)
- 2021: Kommissarin Heller: Panik (Fernsehreihe)
- 2022: Bibi & Tina – Einfach anders (Kinofilm)
- 2022: In aller Freundschaft – Die jungen Ärzte: Wurzeln (Fernsehserie, eine Folge)
- 2023: Hotel Mondial (Fernsehserie)